# Toyota F1
Toyota F1 byla japonská automobilová stáj Formule 1, která sídlila v německém Kolíně nad Rýnem. Její vstup do formule 1 byl oznámen již v roce 1999. Nakonec, po mnoha testech s jejich prototypem TF101, tým debutoval v roce 2002. Nový tým byl vytvořen na základech evropské organizace Toyota Motorsport, jejíž vozy se účastnily závodů Mistrovství světa v rallye a závodů 24 hodin Le Mans. Po sezoně 2009 vedení automobilky oznámilo, že ve Formuli 1 končí.

## Sezona 2007
Jarno Trulli a Ralf Schumacher zůstali v Toyotě i pro sezonu 2007. Nový vůz TF107 byl oficiálně představen 12. ledna v Kolíně nad Rýnem. Novým zákazníkem na dodávku motorů se místo Midlandu stal Williams, který v loňské sezoně používal motory Cosworth.

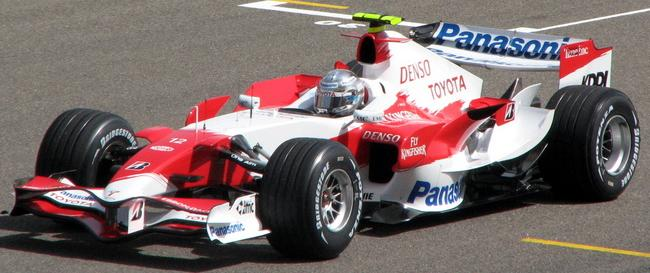
Jarno Trulli na startu bahrajnské grand prix v roce 2007, s modelem TF107.

Schumacher získal pro Toyotu první bod v Melbourne, kde skončil na 8. místě. Trulli získal v dalších dvou závodech v Malajsii a Bahrajnu 4 body za 7. místa. Během čtyřtýdenní přestávky mezi závodem v Bahrajnu a ve Španělsku tým testoval v Barceloně a pro nadcházející závod připravil menší vylepšení. Ve Španělsku však ani jeden vůz závod nedokončil a v Monaku se oba piloti umístili na konci výsledkové listiny. Zlepšení přišlo až v severoamerických závodech. V Kanadě získal Schumacher 1 bod za 8. místo, i přesto, že v první zatáčce kolidoval s vozy Rubense Barrichella a Davida Coultharda, a Trulli 3 body za 6. místo v Indianapolis.

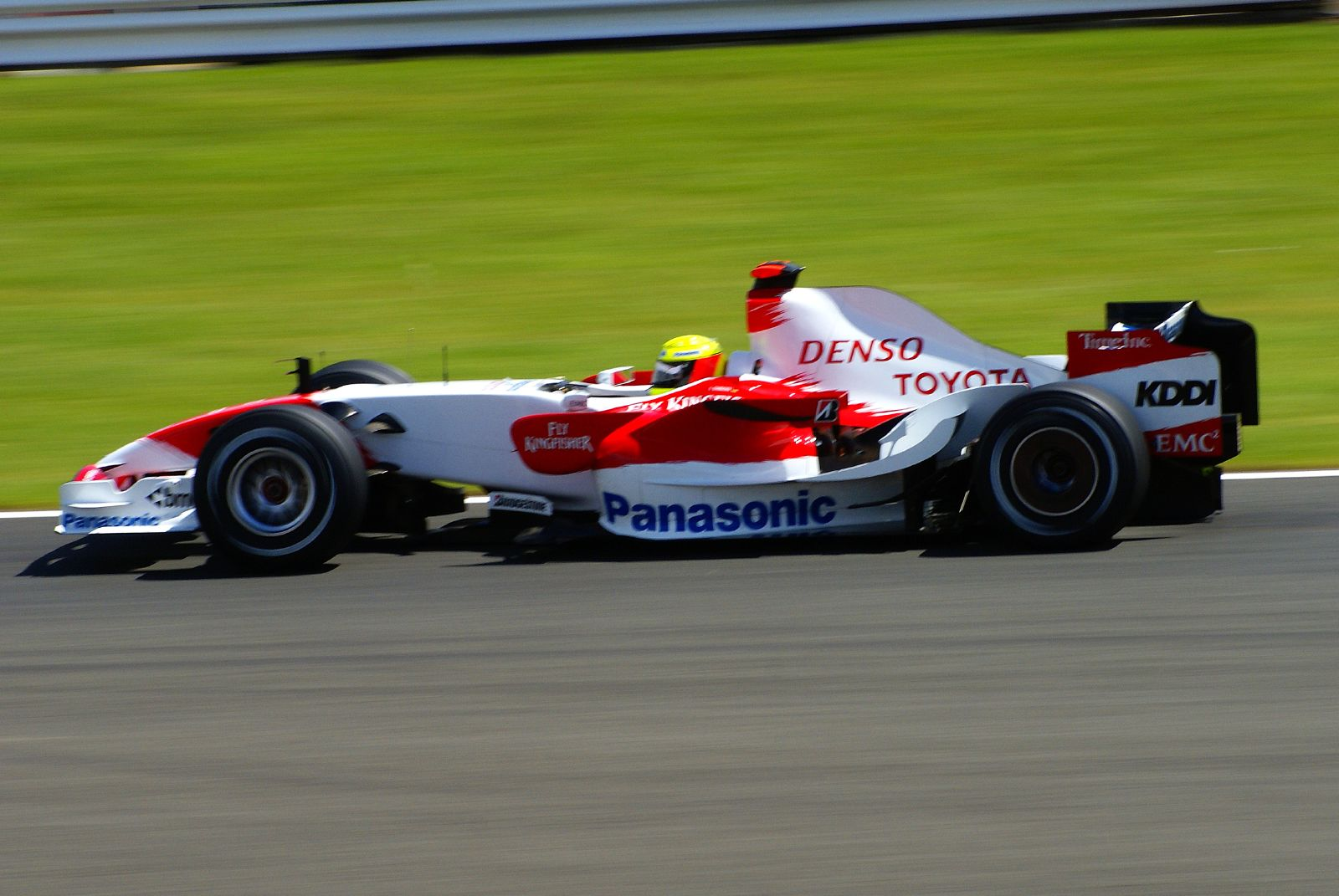
Ralf Schumacher při Grand Prix Velké Británie 2007.

Po dalších neúspěších v Magny-Cours, Silverstone a na Nürburgringu tým získal další body až v Maďarsku. Schumacher zde startoval z 5. místa, do cíle dojel na 6. místě a získal pro tým další 3 body. Do konce sezony však už nepodával výkony, které od něj tým očekával. Navíc Schumacherovi na konci sezony vypršela smlouva s Toyotou. Trulli si s nekonkurenceschopným vozem vedl podobně, avšak v posledním závodě v Brazílii získal ještě jeden bod.

## Kompletní výsledky ve Formuli 1
| Legenda k tabulce | Legenda k tabulce                                                                       |
| Barva             | Výsledek                                                                                |
| ----------------- | --------------------------------------------------------------------------------------- |
| Zlatá             | Vítěz                                                                                   |
| Stříbrná          | 2. místo                                                                                |
| Bronzová          | 3. místo                                                                                |
| Zelená            | Bodované umístění                                                                       |
| Modrá             | Nebodované umístění                                                                     |
| Modrá             | Dokončil neklasifikován (NC)                                                            |
| Fialová           | Odstoupil (Ret)                                                                         |
| Červená           | Nekvalifikoval se (DNQ)                                                                 |
| Červená           | Nepředkvalifikoval se (DNPQ)                                                            |
| Černá             | Diskvalifikován (DSQ)                                                                   |
| Bílá              | Nestartoval (DNS)                                                                       |
| Bílá              | Závod zrušen (C)                                                                        |
| Světle modrá      | Pouze trénoval (PO)                                                                     |
| Světle modrá      | Páteční testovací jezdec (TD)                                                           |
| Bez barvy         | Netrénoval (DNP)                                                                        |
| Bez barvy         | Vyřazen (EX)                                                                            |
| Bez barvy         | Nepřijel (DNA)                                                                          |
| Bez barvy         | Odvolal účast (WD)                                                                      |
| Bez barvy         | Nezúčastnil se (prázdné)                                                                |
| Označení          | Význam                                                                                  |
| Tučnost           | Pole position                                                                           |
| Kurzíva           | Nejrychlejší kolo                                                                       |
| †                 | Jezdec nedojel do cíle, ale byl klasifikován, protože odjel více než 90 % délky závodu. |
| ‡                 | Byl udělován poloviční počet bodů, protože bylo odjeto méně než 75 % délky závodu.      |
| Horní index       | Umístění bodujících jezdců ve sprintu                                                   |

| Rok  | Šasi         | Motor          | Pneu | Jezdci             | 1   | 2   | 3   | 4   | 5   | 6   | 7   | 8   | 9   | 10  | 11  | 12  | 13  | 14  | 15  | 16  | 17  | 18  | 19  | Body | Umístění  |
| ---- | ------------ | -------------- | ---- | ------------------ | --- | --- | --- | --- | --- | --- | --- | --- | --- | --- | --- | --- | --- | --- | --- | --- | --- | --- | --- | ---- | --------- |
| 2002 | TF102        | RVX-02 3.0 V10 | M    |                    | AUS | MAL | BRA | SMR | ESP | AUT | MON | CAN | EUR | GBR | FRA | GER | HUN | BEL | ITA | USA | JPN |     |     | 2    | 10. místo |
| 2002 | TF102        | RVX-02 3.0 V10 | M    | Mika Salo          | 6   | 12  | 6   | Ret | 9   | 8   | Ret | Ret | Ret | Ret | Ret | 9   | 15  | 7   | 11  | 14  | 8   |     |     | 2    | 10. místo |
| 2002 | TF102        | RVX-02 3.0 V10 | M    | Allan McNish       | Ret | 7   | Ret | Ret | 8   | 9   | Ret | Ret | 14  | Ret | 11† | Ret | 14  | 9   | Ret | 15  | DNS |     |     | 2    | 10. místo |
| 2003 | TF103        | RVX-03 3.0 V10 | M    |                    | AUS | MAL | BRA | SMR | ESP | AUT | MON | CAN | EUR | FRA | GBR | GER | HUN | ITA | USA | JPN |     |     |     | 16   | 8. místo  |
| 2003 | TF103        | RVX-03 3.0 V10 | M    | Olivier Panis      | Ret | Ret | Ret | 9   | Ret | Ret | 13  | 8   | Ret | 8   | 11  | 5   | Ret | Ret | Ret | 10  |     |     |     | 16   | 8. místo  |
| 2003 | TF103        | RVX-03 3.0 V10 | M    | Cristiano da Matta | Ret | 11  | 10  | 12  | 6   | 10  | 9   | 11† | Ret | 11  | 7   | 6   | 11  | Ret | 9   | 7   |     |     |     | 16   | 8. místo  |
| 2004 | TF104 TF104B | RVX-04 3.0 V10 | M    |                    | AUS | MAL | BHR | SMR | ESP | MON | EUR | CAN | USA | FRA | GBR | GER | HUN | BEL | ITA | CHN | JPN | BRA |     | 9    | 8. místo  |
| 2004 | TF104 TF104B | RVX-04 3.0 V10 | M    | Cristiano da Matta | 12  | 9   | 10  | Ret | 13  | 6   | Ret | DSQ | Ret | 14  | 13  | Ret |     |     |     |     |     |     |     | 9    | 8. místo  |
| 2004 | TF104 TF104B | RVX-04 3.0 V10 | M    | Ricardo Zonta      |     |     |     |     |     |     |     |     |     |     |     |     | Ret | 10† | 11  | Ret |     | 13  |     | 9    | 8. místo  |
| 2004 | TF104 TF104B | RVX-04 3.0 V10 | M    | Jarno Trulli       |     |     |     |     |     |     |     |     |     |     |     |     |     |     |     |     | 11  | 12  |     | 9    | 8. místo  |
| 2004 | TF104 TF104B | RVX-04 3.0 V10 | M    | Olivier Panis      | 13  | 12  | 9   | 11  | Ret | 8   | 11  | DSQ | 5   | 15  | Ret | 14  | 11  | 8   | Ret | 14  | 14  |     |     | 9    | 8. místo  |
| 2005 | TF105 TF105B | RVX-05 3.0 V10 | M    |                    | AUS | MAL | BHR | SMR | ESP | MON | EUR | CAN | USA | FRA | GBR | GER | HUN | TUR | ITA | BEL | BRA | JPN | CHN | 88   | 4. místo  |
| 2005 | TF105 TF105B | RVX-05 3.0 V10 | M    | Jarno Trulli       | 9   | 2   | 2   | 5   | 3   | 10  | 8   | Ret | DNS | 5   | 9   | 14† | 4   | 6   | 5   | Ret | 13† | Ret | 15  | 88   | 4. místo  |
| 2005 | TF105 TF105B | RVX-05 3.0 V10 | M    | Ralf Schumacher    | 12  | 5   | 4   | 9   | 4   | 6   | Ret | 6   | WD  | 7   | 8   | 6   | 3   | 12  | 6   | 7   | 8   | 8   | 3   | 88   | 4. místo  |
| 2005 | TF105 TF105B | RVX-05 3.0 V10 | M    | Ricardo Zonta      |     |     |     |     |     |     |     |     | DNS |     |     |     |     |     |     |     |     |     |     | 88   | 4. místo  |
| 2006 | TF106 TF106B | RVX-06 2.4 V8  | B    |                    | BHR | MAL | AUS | SMR | EUR | ESP | MON | GBR | CAN | USA | FRA | GER | HUN | TUR | ITA | CHN | JPN | BRA |     | 35   | 6. místo  |
| 2006 | TF106 TF106B | RVX-06 2.4 V8  | B    | Ralf Schumacher    | 14  | 8   | 3   | 9   | Ret | Ret | 8   | Ret | Ret | Ret | 4   | 9   | 6   | 7   | 15  | Ret | 7   | Ret |     | 35   | 6. místo  |
| 2006 | TF106 TF106B | RVX-06 2.4 V8  | B    | Jarno Trulli       | 16  | 9   | Ret | Ret | 9   | 10  | 17† | 11  | 6   | 4   | Ret | 7   | 12† | 9   | 7   | Ret | 6   | Ret |     | 35   | 6. místo  |
| 2007 | TF107        | RVX-07 2.4 V8  | B    |                    | AUS | MAL | BHR | ESP | MON | CAN | USA | FRA | GBR | EUR | HUN | TUR | ITA | BEL | JPN | CHN | BRA |     |     | 13   | 6. místo  |
| 2007 | TF107        | RVX-07 2.4 V8  | B    | Ralf Schumacher    | 8   | 15  | 12  | Ret | 16  | 8   | Ret | 10  | Ret | Ret | 6   | 12  | 15  | 10  | Ret | Ret | 11  |     |     | 13   | 6. místo  |
| 2007 | TF107        | RVX-07 2.4 V8  | B    | Jarno Trulli       | 9   | 7   | 7   | Ret | 15  | Ret | 6   | Ret | Ret | 13  | 10  | 16  | 11  | 11  | 13  | 13  | 8   |     |     | 13   | 6. místo  |
| 2008 | TF108        | RVX-08 2.4 V8  | B    |                    | AUS | MAL | BHR | ESP | TUR | MON | CAN | FRA | GBR | GER | HUN | EUR | BEL | ITA | SIN | JPN | CHN | BRA |     | 56   | 5. místo  |
| 2008 | TF108        | RVX-08 2.4 V8  | B    | Jarno Trulli       | Ret | 4   | 6   | 8   | 10  | 13  | 6   | 3   | 7   | 9   | 7   | 5   | 16  | 13  | Ret | 5   | Ret | 8   |     | 56   | 5. místo  |
| 2008 | TF108        | RVX-08 2.4 V8  | B    | Timo Glock         | Ret | Ret | 9   | 11  | 13  | 12  | 4   | 11  | 12  | Ret | 2   | 7   | 9   | 11  | 4   | Ret | 7   | 6   |     | 56   | 5. místo  |
| 2009 | TF109        | RVX-09 2.4 V8  | B    |                    | AUS | MAL | CHN | BHR | ESP | MON | TUR | GBR | GER | HUN | EUR | BEL | ITA | SIN | JPN | BRA | ABU |     |     | 59,5 | 5. místo  |
| 2009 | TF109        | RVX-09 2.4 V8  | B    | Jarno Trulli       | 3   | 4‡  | Ret | 3   | Ret | 13  | 4   | 7   | 17  | 8   | 13  | Ret | 14  | 12  | 2   | Ret | 7   |     |     | 59,5 | 5. místo  |
| 2009 | TF109        | RVX-09 2.4 V8  | B    | Timo Glock         | 4   | 3‡  | 7   | 7   | 10  | 10  | 8   | 9   | 9   | 6   | 14  | 10  | 11  | 2   | DNS |     |     |     |     | 59,5 | 5. místo  |
| 2009 | TF109        | RVX-09 2.4 V8  | B    | Kamui Kobajaši     |     |     |     |     |     |     |     |     |     |     |     |     |     |     |     | 9   | 6   |     |     | 59,5 | 5. místo  |